# Guettarda inaequipes
Guettarda inaequipes là một loài thực vật có hoa trong họ Thiến thảo. Loài này được Urb. mô tả khoa học đầu tiên năm 1912.